# Gruppo Socialista (Svizzera)
Il Gruppo Socialista è un gruppo parlamentare svizzero formatosi nel 1911. Nella 52ª legislatura è il secondo gruppo più numeroso con 50 parlamentari, di cui 41 Consiglieri nazionali e 9 Consiglieri agli Stati, tutti appartenenti al Partito Socialista Svizzero.

## Composizione storica
Nelle legislature precedenti, le dimensioni del gruppo erano le seguenti:
| Legislatura | Seggi al Consiglio nazionale | Seggi al Consiglio degli Stati |
| ----------- | ---------------------------- | ------------------------------ |
| 46ª         | 52 / 200                     | 6 / 46                         |
| 47ª         | 52 / 200                     | 9 / 46                         |
| 48ª         | 41 / 200                     | 8 / 46                         |
| 49ª         | 46 / 200                     | 11 / 46                        |
| 50ª         | 42 / 200                     | 12 / 46                        |

## Presidenti
I presidenti del gruppo dal 1919 a oggi sono stati i seguenti:
| Presidente                    | Entrata in carica |
| ----------------------------- | ----------------- |
| Herman Greulich               | 1911              |
| Hans Affolter                 | 1917              |
| Ernest-Paul Graber            | 1918              |
| Arthur Schmid sen.            | 1925              |
| Robert Grimm                  | 1936              |
| Walther Bringolf              | 1945              |
| Fritz Grütter                 | 1953              |
| Mathias Eggenberger           | 1957              |
| Pierre Graber                 | 1966              |
| Edmund Wyss                   | 1969              |
| Anton Muheim                  | 1971              |
| Richard Müller                | 1972              |
| Heinz Bratschi                | 1978              |
| René Felber                   | 1980              |
| Félicien Morel                | 1981              |
| Dario Robbiani                | 1983              |
| Ursula Mauch                  | 1987              |
| Ursula Hafner                 | 1995              |
| Franco Cavalli                | 1999              |
| Hildegard Fässler             | 2002              |
| Ursula Wyss                   | 2006              |
| Andy Tschümperlin             | 2012              |
| Roger Nordmann                | 2015              |
| Samuel Bendahan, Samira Marti | 2023              |